# Porte de la Rivière (Hérisson)
La porte de la Rivière est une porte de ville située à Hérisson, en France.

## Localisation
La porte de ville est située sur la commune d'Hérisson, dans le département français de l'Allier.

## Historique
L'édifice est inscrit au titre des monuments historiques en 1928.